# Agente segreto 777 - Operazione Mistero
Agente segreto 777 - Operazione Mistero («Agente secreto 777 - Operación Misterio» en español) es una película de espías italiana de 1965 dirigida por Enrico Bomba. Su trama incluye varios elementos de ciencia ficción y terror. La ubicación se encuentra en el Medio Oriente, en el Líbano. Tiene una secuela, Agente segreto 777 - Invito ad uccidere(«Agente secreto 777 - Invitación a matar»), dirigida de nuevo por Bomba y lanzada el mismo año.

## Reparto
- Tiziano Cortini como Zaraf / Agente secreto 777 (acreditado como Lewis Jordan).
- Mark Damon como Dr. Bardin.
- Mary Young como la hija del profesor.
- Seyna Seyn como Dr. Serens.
- Stelio Candelli como Dr. Dexter (acreditado como Stanley Kent).
- Aldo Bufi Landi como Richard.
- Isarco Ravaioli como asistente de profesor.
- Walter Neng
- María Badmajew
- Franca Duccio

## Recepción
«Película de fantasía desconocida que se entrelaza con la medicina de fantasía y el terror. La idea tiene algunos motivos originales, pero la realización no va más allá de los estándares del género».
Fantafilm.